# Fontainhas (Cabo Verde)
Fontainhas es una localidad caboverdiana del municipio de Ribeira Grande.

## Geografía
La localidad está situada en la isla de Isla de Santo Antão.

## Organización territorial
La localidad abarca los lugares y barrios de:
- Corvo
- Fontainhas
- Forminguinhas
- Mane Corre